# メノイケウス宛の手紙
『メノイケウス宛の手紙』は、エピクロスの著作。彼の著作としては3つの手紙が知られているが、この手紙は主に倫理的な生き方を論じる。メノイケウスとはエピクロスの弟子であろう。

## 各節の概要
節番号は『哲学者列伝』に従った。
122 哲学をするのに、若すぎるとか年をとりすぎたという事はない。
123 神々は不滅で至福だ。それにふさわしくない事を神々におしつけてはならない。
124 死はわれわれにとって何ものでもない。死とは感覚が失われることだから。
125 われわれが生きている時には死はないし、死が来た時にはわれわれはいない。
126 賢者はうまい食べ物を選ぶように、最も快い時間を味わい楽しむ。
127 欲望のうち、あるものは不要だが、あるものは必要だ。
128 身体の健康と精神の平静さが至福な生の目的である。
129 快 (ヘードネー ἡδονή) が第一の善 (アガトン Ἀγάθων) であり、われわれは快を出発点として、すべての選択をおこなう。
130 多くのものを所有していない場合、自己充足は大きな善である。
131 快とは、身体に苦痛のないことと、魂に動揺がないことである。
132 快の出発点であり、かつ最大の善は、思慮である。
133 神々に関して敬虔で、死を恐れず、自然の定めた目的を考えている人はすぐれている。
134 思慮ある人は偶然を神と見なしたり、偶然が世の中の事象の原因とは考えない。
135 以上のことに思いをいたせば、魂を乱されず、神のように生きるであろう。